# Pierre Dalle Nogare
Pierre Dalle Nogare (né à Paris le 22 décembre 1934 où il est mort le 16 novembre 1984) est un poète, romancier et dramaturge français.

## Biographie
Né de père italien et de mère lorraine, il commence à douze ans  à écrire des poèmes. Il publie son premier recueil, Nerfs, en 1954. Suivront Cellules (1958), L'Autre Hier (1963), Hauts-Fonds (1967) et une pièce de théâtre, Les Gus. Il est correcteur d'imprimerie. "La poésie, dit-il, doit capter le clair-obscur de l’immédiat, s'apparenter au tumulte des circonstances."
En 1970, il reçoit le prix Guillaume-Apollinaire pour Corps imaginaire édité chez Flammarion et, en 1982, le prix Mallarmé pour Érosion, Usure.

## Œuvre

### Recueils de poèmes
- Cellules, Gallimard, 1957
- L'Autre Hier, Gallimard, 1962
- Hauts-fonds, Flammarion, 1967
- Corps imaginaire, Flammarion, 1969
- Motrice, Fata Morgana, 1970
- Érosion, Usure, éditions Thot, 1981,  (ISBN 2-902854-06-4)

### Récits
- La Mort assise, 1971
- Déméter, 1972

### Roman
- Le Grand Temps, Julliard, 1974

### Pièce de théâtre
- Les Gusm, 1958

### Adaptation
Il est aussi l'auteur d'une adaptation en « français moderne » de Tristan et Iseut, préfacée par Alain Bosquet et illustrée de dix gravures originales sur cuivre de Lars Bo, Gisèle Celan-Lestrange, Gérard Diaz, Donatella, Gérard Trignac et alii (Paris, Club du livre, 1985)

## Pour approfondir